# Ernst Hugo Heinrich Pfitzer

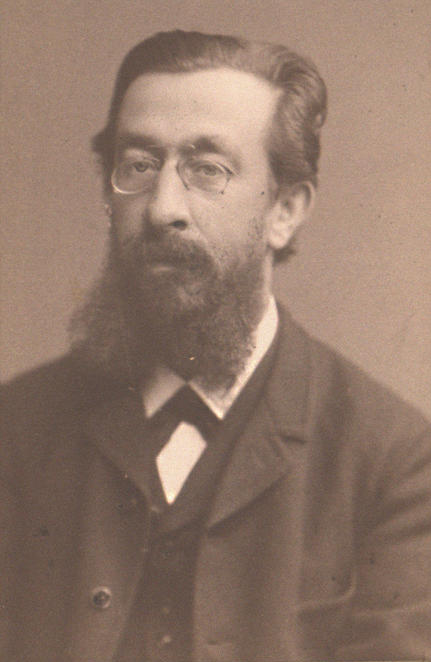
Ruperto Carola 500-17 Ernst Hugo Heinrich Pfitzer.

Ernst Hugo Heinrich Pfitzer, född den 26 mars 1846 i Königsberg (nuvarande Kaliningrad), död den 3 december 1906 i Heidelberg, var en tysk botanist.
Pfitzer blev 1872 professor och föreståndare för botaniska trädgården i Heidelberg. Auktorsnamnet Pfitzer kan användas för Ernst Hugo Heinrich Pfitzer i samband med ett vetenskapligt namn inom botaniken; se Wikipediaartiklar som länkar till auktorsnamnet.
Han var mest känd för sina grundliga bearbetningar av den stora orkidéfamiljen i både systematiskt och morfologiskt avseende. Han publicerade däröver Grundzüge einer vergleichenden Morphologie der Orchideen (1882), Morphologische Studien über die Orchideenblüte (1886), Entwurf einer natürlichen Anordnung der Orchideen (1887) och familjen Orchidaceæ (1888-89) i Englers och Prantls "Die natürlichen Pflanzenfamilien". Han uppfann även en metod att preparera orkidéblommor med bibehållen form och färg.